# Oriol Paulo
Oriol Paulo (Barcelona, 1975) es un director de cine y guionista español.

## Biografía
Oriol Paulo estudió comunicación audiovisual en la Universidad Pompeu Fabra y cine en Los Angeles Film School.
Como guionista, en televisión ha firmado guiones de películas para la pequeña pantalla como Ecos (2006) o Codi 60 (2011), una historia inspirada en el conocido caso de una asesina de ancianas de Barcelona, pero es más conocido por su trabajo en series como Majoria absoluta (2004) o El cor de la ciutat (2004-09). Actualmente trabaja en la segunda temporada de la serie de TV3 Nit i dia.
En cine, se dio a conocer como co‐guionista junto a Guillem Morales con el thriller Los ojos de Julia, producida por Guillermo del Toro, pero ya había hecho diferentes incursiones en el séptimo arte incluso dirigiendo algunos de sus guiones, es el caso de McGuffin (1998, guionista y director), Tapes (2002, guionista y director) y Eve (2002, guionista y director).
En 2012 dirige y guioniza El cuerpo con el que es nominado a la mejor dirección novel en los premios Goya y consigue el premio a mejor película en el Festival de Cine Fantástico de París. En 2016 firma el guion de Secuestro, de Mar Targarona y en 2017 escribió y dirigió Contratiempo con Mario Casas, Bárbara Lennie, Ana Wagener y José Coronado como protagonistas.
En 2021 dirigió El inocente, una serie española original de Netflix, basada en la novela del mismo nombre de Harlan Coben y protagonizada por Mario Casas, Aura Garrido, Alexandra Jiménez y José Coronado, estrenada el 30 de abril de 2021.
En 2022 dirigió Los renglones torcidos de Dios, adaptación de la novela de Torcuato Luca de Tena, coescrita junto a Guillem Clua, por la que fueron nominados al Goya al mejor guion adaptado y ganadores en las Medallas del Círculo de Escritores Cinematográficos. La película está protagonizada por Bárbara Lennie y Eduard Fernández.
En 2024 se puso a los mandos como director y guionista en la serie de Netflix La última noche en Tremor. Una serie que adapta la novela La última noche en Tremore Beach de Mikel Santiago, coescrita con Jordi Vallejo y Lara Sendim. Está protagonizada por Javier Rey y Ana Polvorosa, junto a Guillermo Toledo, Pilar Castro, Nora Navas y Ana Wagener, entre otros. Un thriller que traslada la acción de la costa irlandesa del libro, a los acantilados asturianos, donde la localidad de Puerto de la Vega se transforma en el ficticio pueblo de Tremor. En 2023 escribió junto a Jordi Vallejo y Dani de la Torre el thriller Zeta, protagonizado por Mario Casas y producido por Amazon Studios, que se encuentra en fase de producción.

## Filmografía

### Cine
| Año  | Título                         | Acreditado como | Acreditado como | Acreditado como     | Notas          |
| Año  | Título                         | Director        | Guionista       | Productor ejecutivo | Recaudación    |
| ---- | ------------------------------ | --------------- | --------------- | ------------------- | -------------- |
| 2010 | Los ojos de Julia              | –               | Sí              | –                   | 12 800 000 USD |
| 2012 | El cuerpo                      | Sí              | Sí              | –                   | 8 700 000 USD  |
| 2016 | Secuestro                      | –               | Sí              | –                   | 1 140 000 USD  |
| 2017 | Contratiempo                   | Sí              | Sí              | –                   | 31 191 910 USD |
| 2018 | Durante la tormenta            | Sí              | Sí              | –                   | 16 450 000 USD |
| 2022 | Los renglones torcidos de Dios | Sí              | Sí              | –                   | 6 183 535 USD  |

### Televisión
| Año       | Título                    | Acreditado como | Acreditado como | Acreditado como     | Acreditado como                          |
| Año       | Título                    | Director        | Guionista       | Productor ejecutivo | Notas                                    |
| --------- | ------------------------- | --------------- | --------------- | ------------------- | ---------------------------------------- |
| 2004      | Majoria absoluta          | –               | Sí              | –                   | 2 episodios                              |
| 2004-2009 | El cor de la ciutat       | –               | Sí              | –                   | 62 episodios                             |
| 2005      | Pataghorobí               | –               | Sí              | –                   | Película de televisión                   |
| 2006      | Ecos                      | Sí              | Sí              | –                   | Película de televisión                   |
| 2011      | Código 60                 | –               | Sí              | –                   | Película de televisión                   |
| 2016-2017 | Nit i dia                 | Sí              | Sí              | –                   | Dirige 11 episodios Escribe 25 episodios |
| 2021      | El inocente               | Sí              | Sí              | Sí                  | 8 episodios                              |
| 2024      | La última noche en Tremor | Sí              | Sí              | Sí                  | 8 episodios                              |

## Premios
Medallas del Círculo de Escritores Cinematográficos
| Año  | Categoría            | Película                       | Resultado |
| ---- | -------------------- | ------------------------------ | --------- |
| 2022 | Mejor guion adaptado | Los renglones torcidos de Dios | Ganador   |

## Colaboradores recurrentes
| ObraActor         | El cuerpo (2012) | Nit i dia (2016–2017) | Contratiempo (2017)            | Durante la tormenta (2018) | El inocente (2021) | Los renglones torcidos de Dios (2022) | La última noche en Tremor (2024) | Total |
| ----------------- | ---------------- | --------------------- | ------------------------------ | -------------------------- | ------------------ | ------------------------------------- | -------------------------------- | ----- |
| Anna Alarcón      |                  | Sònia Silva           |                                |                            | Zoe Flament        |                                       |                                  | 2     |
| Javier Beltrán    |                  |                       | Oscar Crespo                   |                            |                    | Dr. César Arellano                    |                                  | 2     |
| Josean Bengoetxea |                  |                       |                                |                            | Comisario Oliete   |                                       | Isaak de la Fuente               | 2     |
| Antonio Buíl      |                  |                       |                                |                            |                    | Comisario Ruiz de Pablos              | Ramiro Escudé                    | 2     |
| Mario Casas       |                  |                       | Adrián Doria                   |                            | Mateo Vidal        |                                       |                                  | 2     |
| José Coronado     | Jaime Peña       | Peter                 | Tomás Garrido                  |                            | Teo Aguilar        |                                       |                                  | 4     |
| Pablo Derqui      |                  | Lluís Forés           |                                |                            |                    | Ignacio Urquieta                      |                                  | 2     |
| Manel Dueso       | Agente Carlos    | Andreu Rubio          | Inspector Milán                |                            |                    |                                       |                                  | 3     |
| Miquel Fernández  |                  | Aitor Ochoa           |                                | Aitor Medina               |                    |                                       |                                  | 2     |
| Aura Garrido      | Carla Miller     |                       |                                |                            | Olivia Costa       |                                       |                                  | 2     |
| Miguel Gelabert   | Ángel Torres     | Ignasi                |                                |                            |                    |                                       |                                  | 2     |
| Bárbara Lennie    |                  |                       | Laura Vidal                    |                            |                    | Alice Gould                           |                                  | 2     |
| Ruth Llopis       |                  | Marga Ferrer          | Eva                            | Miranda                    |                    |                                       |                                  | 3     |
| Lluïsa Mallol     |                  | Joana Porta           |                                |                            | Amanda Prieto      |                                       |                                  | 2     |
| Nora Navas        |                  |                       |                                | Clara Medina               |                    |                                       | Elvira de la Fuente              | 2     |
| Carlota Olcina    | Erica Ulloa      | Clara Salgado         |                                |                            |                    |                                       | Paula Valtierra                  | 3     |
| Francesc Orella   |                  |                       | Félix Leiva                    | Doctor Fell                |                    |                                       |                                  | 2     |
| Albert Pérez      |                  | Juez Carles Vallejo   |                                | Román                      | Miguel Torralba    |                                       |                                  | 3     |
| Aina Planas       | Eva              |                       |                                |                            | Paula              |                                       |                                  | 2     |
| Mima Riera        |                  | Pilar Valls "Wendy"   |                                | María Lasarte              | Mara Bernal        |                                       |                                  | 3     |
| Belén Rueda       | Mayka Villaverde |                       |                                | Doctora Sardón             |                    |                                       |                                  | 2     |
| Xavi Sáez         |                  | Carles Puig           |                                |                            | Ibai Sáez          |                                       | Ricardo                          | 3     |
| Clara Segura      |                  | Sara Grau             |                                | Hilda Weiss                |                    |                                       | Inspectora Ruth Calabria         | 3     |
| David Selvas      |                  |                       | Bruno                          |                            |                    | Heliodoro                             |                                  | 2     |
| Aleida Torrent    |                  | Sandra                |                                | Raquel                     | Veronica           |                                       |                                  | 3     |
| Oriol Vila        | Agente Mateos    | Toni Guillén          |                                |                            | Bruno Soto         |                                       |                                  | 3     |
| Mireia Vilapuig   |                  | Miren Otxoa           |                                |                            | Carla              |                                       |                                  | 2     |
| Ana Wagener       |                  | Oihane                | Elvira GarridoVirginia Goodman | Inspectora Dimas           | Sonia Miralles     |                                       | Victoria Kauffman                | 5     |